# 䏵俖语
䏵俖语（自称：muaŋ53、muaŋ55 phe21）是一种在中国云南省广南县由约300人使用的缅彝语群语言。

## 分布
修至诚（2014）歸納出了下列有居民使用䏵俖語的村庄。最流利的使用者住在新发寨。
- 黑支果乡
  - 木浪村[3]
    - 吉赖[4] （人口：137）
    - 新发寨[5] （人口： 233）

  - 夷郎村
    - 木底浪[6] （人口：150）

  - 新街村
    - 木娄[7] （人口：139）
    - 木聋[8] （人口：115）
- 八宝乡
  - 杨柳树村
    - 瓦标[9] （人口：119）
    - 木良[10] （人口：113）